# 大教堂高地
 大教堂高地是美國華盛頓哥倫比亞特區西北區的一個小型高尚住宅社區，北至活利道（Woodley Road），南至福頓街（Fulton Street），東至威斯康星大道，北至格羅弗阿奇波德公園，西至愛達荷大道（Idaho Avenue）。

## 外部連結
- ANC3B （页面存档备份，存于）, Cathedral Height's Advisory Neighborhood Commission
- Move to Cathedral Highlands: An Unobstructed View of the Entire Surrounding Country

38°56′28″N 77°4′56″W / 38.94111°N 77.08222°W